# Тазовский
Та́зовский (до 1949 года Хальмер-Седэ, с 1949 до 1962 гг. — Тазовское) — посёлок в Ямало-Ненецком автономном округе России. 
Административный центр Тазовского района. До 1964 года был селом, с 1964 до 2012 гг. — посёлком городского типа.

## География
Посёлок расположен на левом берегу реки Таз, в 8 км от её впадения в Тазовскую губу.
С 2014 года входит в пограничную зону РФ, которая в пределах ЯНАО установлена в полосе местности шириной 10 км от морского побережья.

## История
Основан в 1883 году как промысловая фактория под названием Хальмер-Седе (Сопка (Гора) мертвецов — перевод с ненецкого). Когда-то на холме, где сейчас находится посёлок, было старое ненецкое кладбище.
На карте 1806 года есть Тазовское (Tazovskoie).
Имел статус посёлка городского типа с 1964 до 2012 гг. С 2012 года — сельский населённый пункт (посёлок).
С 2004 до 2020 гг. образовывал одноимённое муниципальное образование посёлок Тазовский со статусом сельского поселения как единственный населённый пункт в его составе. В 2020 году поселение было упразднено в связи с преобразованием муниципального района в муниципальный округ.
Законом ЯНАО от 27 ноября 2020 года, вступающим в силу с 1 января 2025 года, в состав посёлка Тазовский включается упраздняемое село Газ-Сале, находящееся в 34 км по дороге (в 16 км по прямой) к юго-востоку от первого.
Законом ЯНАО от 30 мая 2022 года, вступающим в силу с 1 января 2027 года, в состав посёлка Тазовский включается упраздняемое село Находка, находящееся в 57 км по прямой к северо-западу от первого, на северном (правом) берегу Тазовской губы (без наземного сообщения между ними).

## Население
| 1939  | 1959  | 1970  | 1979  | 1989  | 2002  | 2003  |
| ----- | ----- | ----- | ----- | ----- | ----- | ----- |
| 1211  | ↗1897 | ↗3128 | ↗4832 | ↗6985 | ↘5965 | ↗6739 |
| 2009  | 2010  | 2011  | 2012  | 2013  | 2014  | 2015  |
| ↗6781 | ↗6793 | ↗6808 | ↗7360 | ↗7757 | ↘7339 | ↘7304 |
| 2016  | 2017  | 2018  | 2019  | 2020  | 2021  |       |
| ↗7518 | ↘7201 | ↘7169 | ↗7209 | →7209 | ↗8441 |       |

## Экономика
Центр промышленного освоения Заполярья. Предприятия нефтегазового комплекса «Газпром добыча Ямбург», «Лукойл — Западная Сибирь». Тазовская геологическая экспедиция. Предприятия сельского хозяйства и пищевой промышленности «ТазовскАгро», «ТазАгроРыбПром». Основные источники доходов района и посёлка — налоги с предприятий ТЭК и дотации с окружного бюджета.

## Транспорт
Перевозки воздушным транспортом осуществляет АО «Авиационная транспортная компания „Ямал“», наземное обслуживание в аэропорту Тазовский осуществляет Тазовский филиал АО «Аэропорт Сургут». Полёты выполняются на вертолетах Ми-8. Регулярными рейсами местных воздушных линий с районным центром в Тазовском районе связано 3 населённых пункта (Антипаюта, Гыда, Находка), которые оснащены оборудованными посадочными площадками.
Посёлок связан с дорожной сетью России асфальтовой дорогой.
Внутрипоселковые пассажирские перевозки представлены 5 автобусными маршрутами. Регулярный автобусный маршрут связывает посёлок с селом Газ-Сале.

## Культура
Работают районное телевидение «Студия Факт», газета «Советское Заполярье».

## Достопримечательности
- Тазовский районный краеведческий музей в посёлке Тазовский, в котором находятся богатые коллекции предметов традиционного промысла и декоративно-прикладного искусства ненцев, а также экспозиции, посвящёнными древнему поселению, располагавшемуся на территории соседнего района — Мангазее.
- Монумент народному герою Ваули Пиеттомину. Трёхметровая скульптура на постаменте, символизирующем ветер, установлена на высокой сопке на берегу реки Таз в сентябре 2019 года[30][31].
- Музей вечной мерзлоты. Открыт 3 апреля 2022 года. Здание построено в 1950 году для хранения рыбы. Его отреставрировали, и теперь жители поселка и туристы могут посещать музей почти круглый год.